# Stazione di Zagabria Centrale

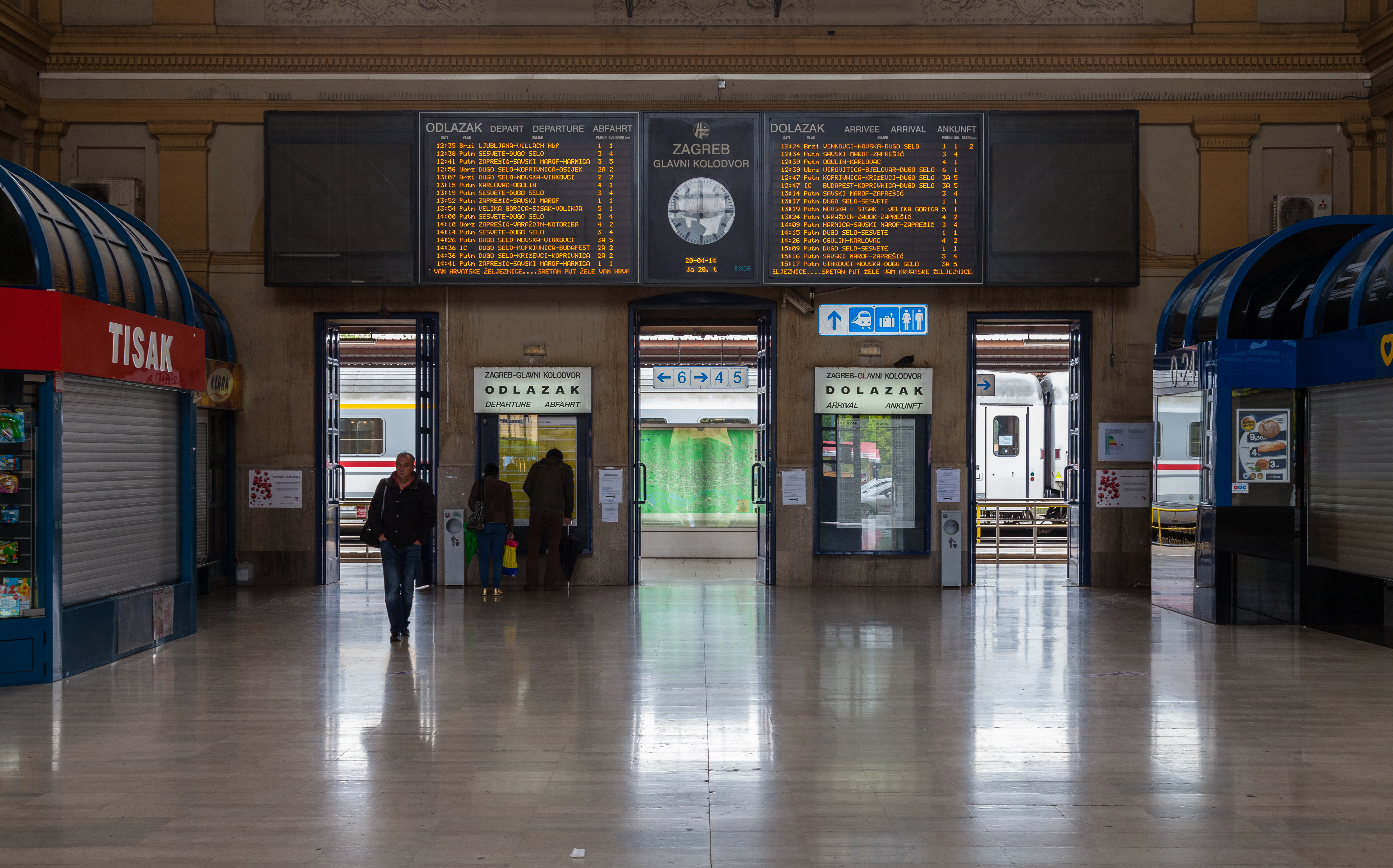
L'interno della stazione

La stazione di Zagabria Centrale (in croato Zagreb Glavni kolodvor) è la principale stazione ferroviaria di Zagabria, nonché la stazione più grande di tutta la Croazia.
Si affaccia sulla piazza intitolata a re Tomislao (trg kralja Tomislava in croato) nel centro di Zagabria. L'edificio, che si presenta in stile neoclassico ed è decorato con sculture e decorazioni, ha una lunghezza complessiva pari a 186,5 metri.

## Storia
La sua progettazione venne affidata all'architetto ungherese Ferenc Pfaff (La città, in quanto capoluogo della Croazia-Slavonia, era assoggettata all'Ungheria che a sua volta faceva parte dell'Impero austro-ungarico). I lavori di costruzione cominciarono nel 1890, mentre nel 1892 iniziò ad essere ufficialmente operativa.
Fu poi ricostruita tra gli anni 1986 e 1987 (poco prima della XIV Universiade), e successivamente nel 2006.
Il 30 agosto 1974 nei pressi della stazione si verificò un grave incidente ferroviario: un treno partito da Belgrado e diretto a Dortmund deragliò poco prima di entrare in stazione, causando la morte di 153 persone.